# Рабфаковский переулок
Рабфа́ковский переу́лок — улица на востоке Москвы в Басманном районе между Большой Почтовой и Бакунинской улицами.

## Происхождение названия
Первоначально — Николопокровский переулок, по церкви Николая Чудотворца, что в Покровском. Переименование переулка в 1924 году было связано с борьбой советской власти с «церковными» названиями, новое имя дано по располагавшемуся здесь зданию рабфака (рабочего факультета) — общеобразовательного учебного заведения для подготовки в высшие учебные заведения молодежи, не имевшей среднего образования.

## Описание

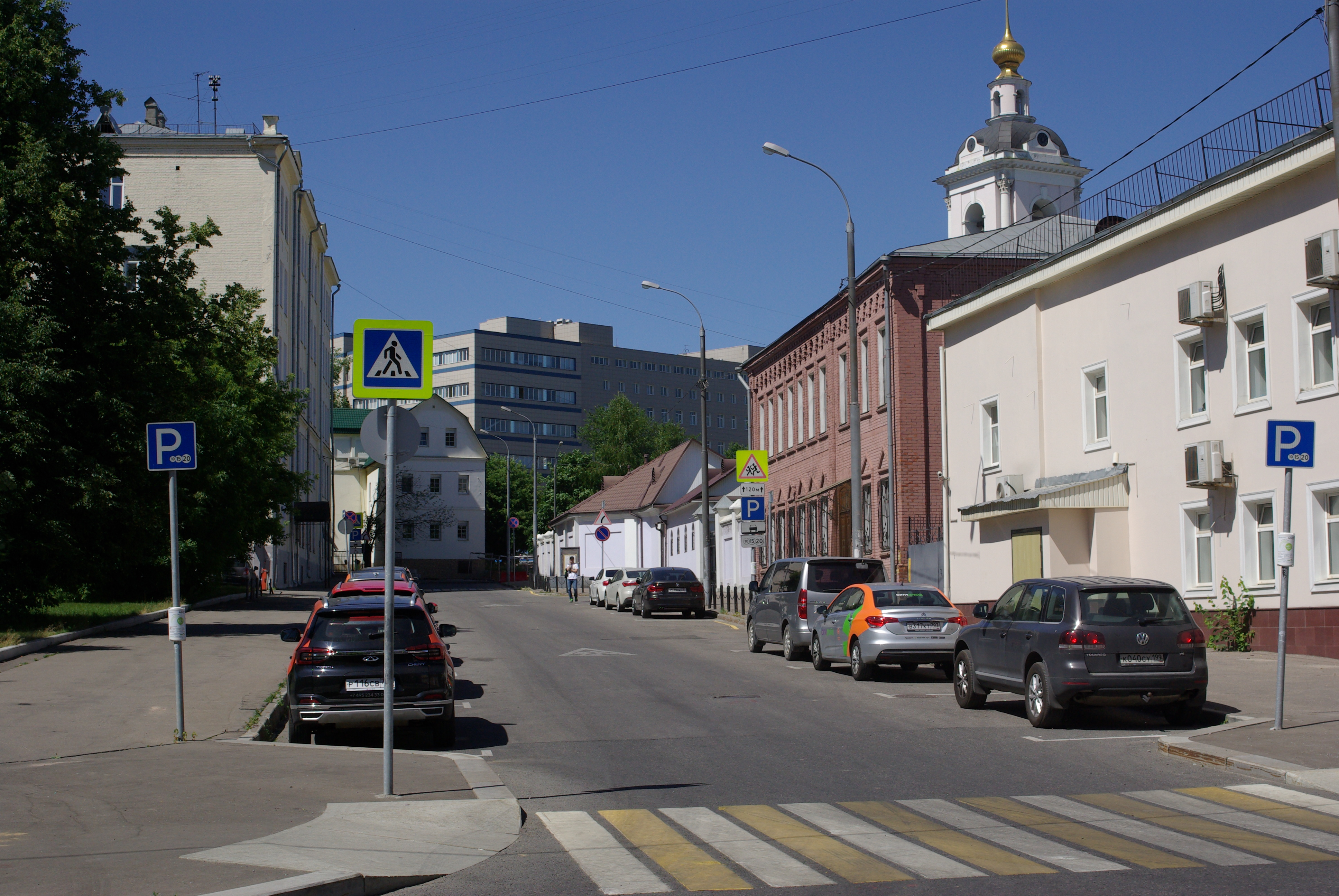
Вид Рабфаковского переулка в сторону центра (2022)

Рабфаковский переулок начинается от Большой Почтовой напротив дома 34, проходит на запад, затем сворачивает на северо-запад и выходит на Бакунинскую улицу у Храма Николая Чудотворца в Покровском (Бакунинская, 100) напротив Переведеновского переулка.

## Здания и сооружения
По нечётной стороне:
- № 3 — Политехнический колледж № 2;

По чётной стороне: